# 薩爾米澤傑圖薩鄉 (胡內多阿拉縣)

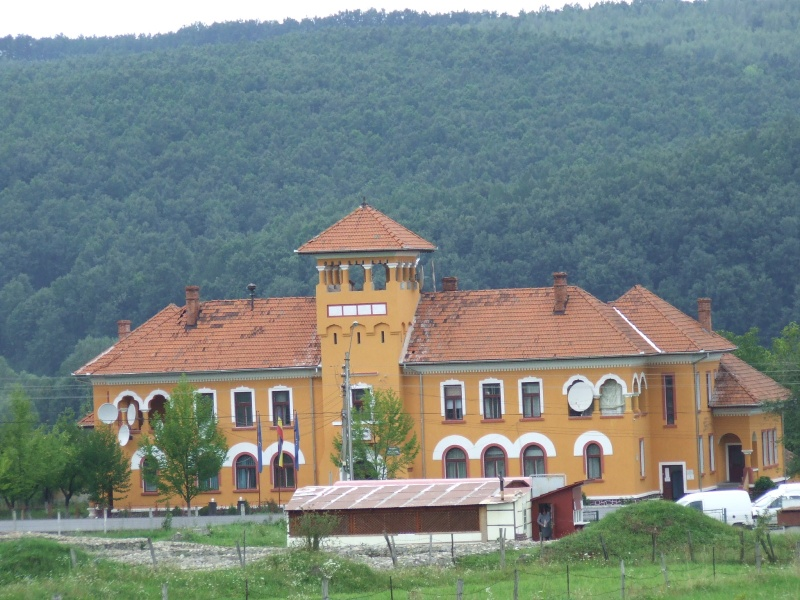

45°31′N 22°47′E / 45.517°N 22.783°E
薩爾米澤傑圖薩鄉（羅馬尼亞語：Comuna Sarmizegetusa, Hunedoara），是羅馬尼亞的鄉份，位於該國西部，由胡內多阿拉縣負責管轄，面積73平方公里，海拔高度536米，2007年人口1,324，人口密度每平方公里18人。